# Kkot pimyeon dal saenggakhago
Kkot pimyeon dal saenggakhago (꽃 피면 달 생각하고?; lett. "Se sbocciano i fiori penso alla luna"), anche nota con il titolo internazionale Moonshine, è una serie televisiva sudcoreana trasmessa su KBS2 dal 20 dicembre 2021 al 22 febbraio 2022.

## Trama
Mentre vige il proibizionismo dell'alcol in epoca Joseon, quattro persone si conoscono, crescono, diventano amiche e si innamorano. Nam Young è un agente di polizia di sani principi che lavora per il Saheonbu, l'ufficio che dà la caccia ai contrabbandieri, mentre Kang Ro-seo è la figlia di una famiglia nobile decaduta che inizia a produrre alcolici di nascosto per ripagare i propri debiti.

## Personaggi e interpreti
- Nam Young, interpretato da Yoo Seung-ho
- Kang Ro-seo, interpretata da Lee Hye-ri
- Lee Pyo, interpretato da Byeon Woo-seok
- Han Ae-jin, interpretata da Kang Mi-na
- Lee Si-heum, interpretato da Choi Won-young
- Yeon Jo-mun, interpretato da Jang Gwang

## Produzione
Le riprese sono iniziate a maggio 2021.

## Accoglienza
L'ultimo episodio ha registrato uno share nazionale del 5,9%, segnando un record personale per la serie.